# Ecclesiared
Ecclesiared es un software de gestión parroquial (parroquia) y diocesano (Diócesis) que se encuentra dentro de la categoría de Software para iglesias, creado para que las parroquias puedan digitalizar sus archivos parroquiales y así conservar y proteger la información histórica de sus feligreses. Todo ello permite a los párrocos y a sus ayudantes, poder buscar, localizar y extraer información como partidas y certificados de manera digitalizada y sencilla.
Este software, presente en más de 25 países en el mundo, es actualmente el programa de gestión parroquial más utilizado en el mundo, habiéndose consolidado en la última década como una herramienta imprescindible para las parroquias en países como España, Chile, México, Panamá, Colombia, Puerto Rico, Costa Rica, Argentina, República Dominicana, Portugal, Estados Unidos, Ecuador, Perú, Nicaragua, Bolivia, Guatemala, Venezuela, Reino Unido, Irlanda, Paraguay o Uruguay entre otros.
Más de un centenar de diócesis, como la Arquidiócesis de Panamá, Arquidiócesis de León de México, Arquidiócesis de Portoviejo de Ecuador,  Diócesis de Cartago de Costa Rica, Diócesis de Villarrica de Chile o la Diócesis de Soacha de Colombia entre otras muchas, usan esta plataforma para la administración de sus parroquias y Diócesis.
No obstante, entre sus usuarios también se encuentran importantes Conferencias Episcopales como la Conferencia Episcopal Boliviana, que en 2024 anunció un proyecto de digitalización de la mano de Ecclesiared para conseguir llevar la tecnología a todas las diócesis y parroquias del país. Dicho proyecto está dirigido por el obispo italiano Monseñor Eugenio Coter.
Ecclesiared es un sistema basado en la nube, brindando de este modo acceso por medio de internet a los párrocos y usuarios desde cualquier lugar del mundo, lo que evita tener que instalar un software de escritorio o utilizar espacio de almacenamiento en el equipo para realizar copias de seguridad.
Todo ello, ha propiciado una expansión de este software por todo el mundo, convirtiéndose en una herramienta de amplio uso en la Iglesia a nivel mundial.

## Historia
Ecclesiared fue creado en el año 2010 por Mintrared SL, una empresa española especializada en software. Su CEO Jorge Valldecabres y su CTO Adrián Rodríguez dirigieron un amplio equipo humano para desarrollar un programa "como una herramienta que nacía con el objetivo de facilitar la gestión de las parroquias", No obstante, tras la puesta en marcha del software en algunas parroquias de Valencia (España) el uso del programa se empezó a extender, y pronto, un gran número de parroquias estaban solicitando unirse a la plataforma para llevar su gestión administrativa. En apenas unos años, el software ya era internacional y contaba con una base importante de usuarios en el mundo ampliando además sus oficinas a distintas ciudades de Latinoamérica como Santiago de Chile, Pergamino en Argentina o Medellín en Colombia.
Con la llegada de la pandemia del Covid-19, Ecclesiared ofreció de forma gratuita sus servicios con la intención de que aquellas parroquias que tenían más reticencias a la era digital se sumaran con mayor facilidad a la virtualidad. Ello provocó que muchas parroquias que no aún no se habían digitalizado lo hicieran y lograran descubrir así las innumerables ventajas que la tecnología les podría ofrecer, como por ejemplo la emisión de las misas online en tiempos de pandemia. 
En la actualidad, Ecclesiared es el software de gestión parroquial más empleado en todo el mundo. Miles de parroquias y más de un centenar de Diócesis  de todo el mundo lo emplean diariamente para cuidar y proteger la historia de sus archivos parroquiales pero también para beneficiarse de las bondades de la tecnología como por ejemplo localizar e imprimir partidas en apenas unos segundos y así no hacer esperar a sus fieles.

## Idiomas disponibles
El programa cuenta con sus versiones en 4 idiomas. Español, inglés, portugués y catalán.